# Deuxième Conférence des Nations unies sur l'océan
Pour les articles homonymes, voir Conférence des Nations unies sur l'océan (homonymie).
La deuxième Conférence des Nations unies sur l'océan, également désignée par son acronyme UNOC 2, est une conférence internationale qui se tient à Lisbonne, au Portugal, du 27 juin au 1er juillet 2022. Il s'agit de la deuxième édition de la Conférence des Nations unies sur l'océan ; elle est organisée conjointement par le Portugal et le Kenya.

## Enjeux
L'UNOC 2 réunit des dirigeants du monde entier autour de l'objectif de développement durable numéro 14 des Nations unies, destiné à la préservation de la vie aquatique.

## Déroulement

### Organisation
Deuxième édition de la Conférence des Nations unies sur l'océan après la première qui s'est tenue à New York en 2017, elle est organisée à Lisbonne, conjointement par le Portugal et le Kenya. L'événement se tient du 27 juin au 1er juillet 2022 à l'Altice Arena (actuellement MEO Arena), grande salle polyvalente de la ville.